# Výr filipínský
Výr filipínský (Ketupa philippensis, syn. Bubo philippensis) je druh sovy z čeledi puštíkovití, který se endemicky vyskytuje na Filipínách.

## Systematika a rozšíření
Výra filipínského formálně popsal v roce 1851 německý přírodovědec Johann Jakob Kaup. Kaup výra zařadil do nově vytyčeného rodu Pseudoptynx a nově popsaný druh pojmenoval jako Pseudoptynx philippensi. Druh byl po dlouhou dobu znám jako Bubo philippensis, nicméně na základě analýz molekulární DNA z roku 2020 a 2021 bylo navrženo taxon přeřadit z rodu Bubo do rodu Ketupa a změnit vědecké jméno na Ketupa philippensis. To bylo přijato některými vědeckými autoritami jako je IOC World Bird List. Rozeznávají se následující poddruhy s tímto rozšířením:
- K. p. philippensis (Kaup, 1851) – Luzon a Catanduanes (severní Filipíny);
- K. p. mindanensis (Ogilvie-Grant, 1906) – Mindanao, Samar, Leyte a Bohol (jižní Filipíny).

## Stanoviště
Jedná se o stálý druh nížinatých pralesů. Vyskytuje se do 650 m n. m., výjimečně až do 1250 m n. m. Vedle původních pralesních podrostů toleruje i sekundární les a selektivně vytěžovaný prales. Druh byl zaznamenán i na kokosových plantážích s hustým sekundárním podrostem.

## Popis
Délka těla výra filipínského se pohybuje kolem 40–43 cm. Velké oči jsou žluté, prsty světle šedohnědé. Rohovinové drápy jsou zakončeny černě. Zobák je bledě namodralý, ozobí je tmavé. Obličejový disk je žlutohnědý s nenápadným tmavým okrajem. Korunka, čelo a ouška jsou rezavé s malými černými proužky a skrvnkami. Šíje a hřbet jsou rezavé s tmavým čárkováním. Brada je světle rezavá, hrdlo bělavé. Spodina je krémově bílá s výraznými tmavými čárkami, které jsou rezavě lemovány. Nohy jsou opeřené až k počátkům prstů.

## Biologie
O biologii je známo jen minimum informací. Hlasově se projevuje táhlou sérií hlubokých opakovaných hó-hó-hó-hó.

## Ohrožení a početnost
Mezinárodní svaz ochrany přírody (IUCN) považuje výra filipínského za zranitelný druh. Na vině je především malá fragmentovaná populace, která patrně zažívá poměrně rychlý pokles následkem odlesňování nížinatých pralesů a snad i kvůli lovu. V místech svého výskytu je výr filipínský považován za vzácného a jeho celková početnost se odhaduje na 2500–10 000 jedinců.